# Secret (Koda Kumi)
Secret è il quarto album in studio della cantante giapponese Koda Kumi, pubblicato nel 2005.

## Tracce
1. Intro: Get Down – 1:27
2. キューティーハニー (Cutie Honey) – 3:05
3. Hot Stuff (feat. KM-Markit) – 4:07
4. Selfish – 3:56
5. Hands – 4:24
6. Hearty... – 3:32
7. Shake It – 3:48
8. 奇跡 (Kiseki) – 4:59
9. Trust You – 4:27
10. Chase – 5:00
11. Love Holic – 4:25
12. 24 – 5:40
13. Let's Party – 4:40
14. Believe – 4:30
15. Through the Sky – 5:34

Special Edition Bonus Tracks
1. It's a Small Word (feat. Heartsdales) – 2:46
2. Hot Stuff: 確変無想転生 R (remix feat. Uzi & KM-Markit) – 4:17